# Bouea oppositifolia
Bouea oppositifolia är en sumakväxtart som först beskrevs av William Roxburgh, och fick sitt nu gällande namn av Meissn.. Bouea oppositifolia ingår i släktet Bouea och familjen sumakväxter. Inga underarter finns listade i Catalogue of Life.